# Ha da passà 'a nuttata
Ha da passà 'a nuttata è il terzo album della cantante napoletana Maria Nazionale, pubblicato nel 1994.

## Tracce
1. Prologo
2. Munastero e Santa Chiara
3. Mbraccio a te
4. Ottobre del '43
5. Tammuriata nera
6. Scapriciatello
7. Accicchià
8. A rossa
9. O nfinfero
10. O Vascio
11. Nanassa
12. Storta va deritta vene
13. Mannaggia o suricillo
14. chella lla
15. E ccummarelle
16. O Rammariello
17. Giuramento
18. Scalinatella
19. Palcoscenico
20. Chitarella Chitarrè
21. Ddoj Madonne
22. Serenatella Sciuè sciuè
23. Tutt è ssere